# Urashima Tarō (film d'animation)
Urashima Tarō (浦島太郎) est un film d'animation japonais réalisé par Seitarō Kitayama en 1918. Ce film adapte au cinéma un conte traditionnel, Urashima Tarō, racontant l'histoire d'un pêcheur voyageant dans un monde sous-marin sur une tortue. Il est projeté pour la première fois en février 1918.